# Comuna de Pełczyce
Pełczyce (polaco: Gmina Pełczyce) é uma gminy (comuna) na Polónia, na voivodia de Pomerânia Ocidental e no condado de Choszczeński.
De acordo com os censos de 2005, a comuna tem 8.081 habitantes, com uma densidade 40,2 hab/km².

## Área
Estende-se por uma área de 200,81 km².

## Demografia
Dados de 30 de Junho 2005:
|                      | Total   | Total | Mulheres | Mulheres | Homens  | Homens |
| -------------------- | ------- | ----- | -------- | -------- | ------- | ------ |
|                      | pessoas | %     | pessoas  | %        | pessoas | %      |
| População            | 8081    | 100   | 4056     | 50,2     | 4025    | 49,8   |
| Densidade (pop./km²) | 40,2    | 100   | 20,2     | 20,2     | 20      | 20     |

De acordo com dados de 2002, o rendimento médio per capita ascendia a 1517,6 zł.